# Lista kobiet szefowych państw i rządów

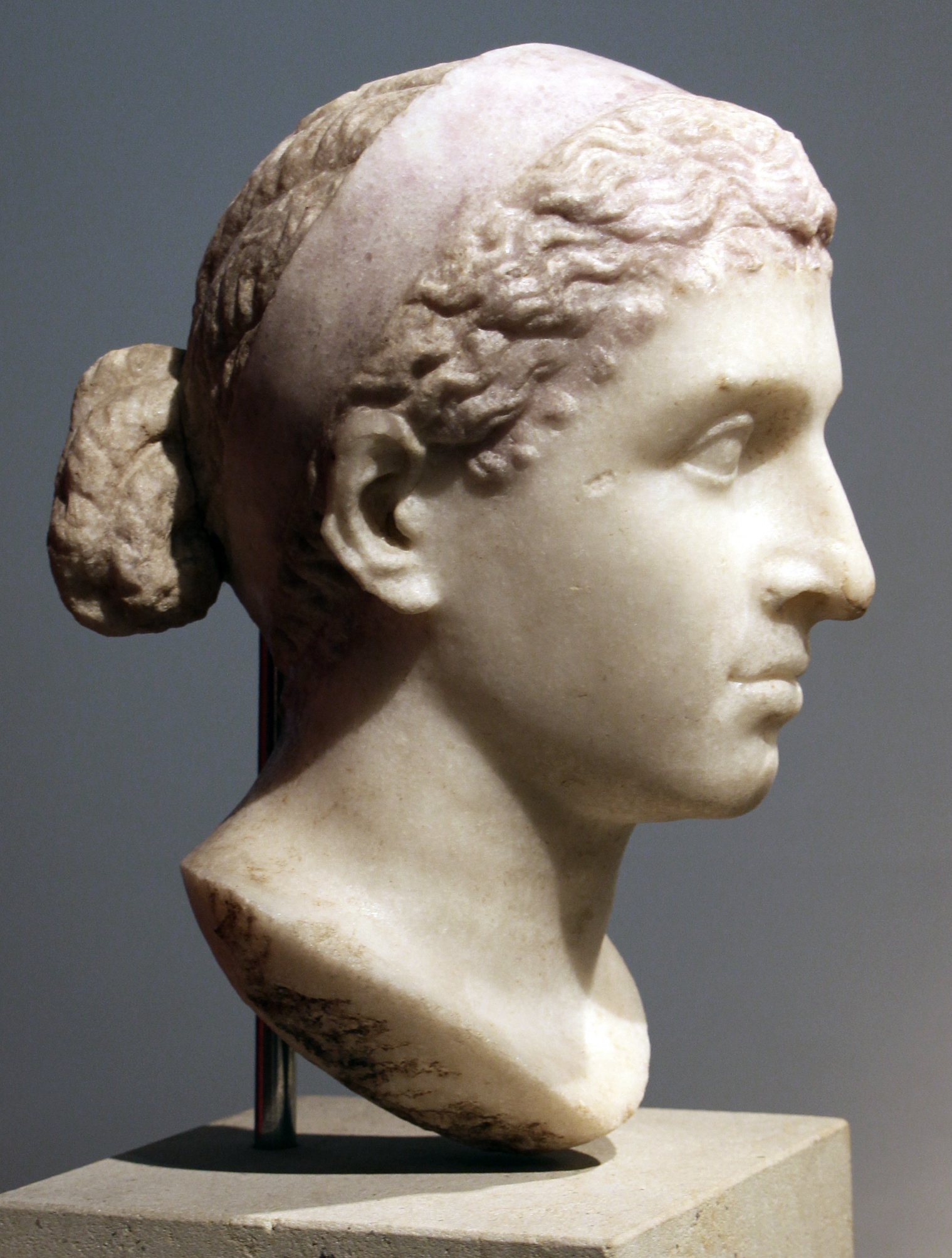
Posąg Kleopatry VII, ostatniego hellenistycznego króla Egiptu

Lista kobiet szefowych państw i rządów – obejmuje zestawienie kobiet pełniących funkcję szefowej państwa w republikańskim systemie ustrojowym, zestawienie wszystkich kobiet pełniących funkcję szefowej rządu oraz listę obecnych monarchiń i wszystkich kobiet pełniących funkcję gubernatora generalnego.
Historia sprawowania władzy przez kobiety sięga swymi korzeniami okresu starożytności. W I połowie XX wieku, wraz upowszechnianiem się republikańskiego ustroju politycznego, kobiety po raz pierwszy zasiadły w fotelu prezydenckim i przewodniczyły pracom gabinetu. Pod koniec I wojny światowej pierwsza kobieta objęła urząd szefowej rządu, natomiast w czasie II wojny światowej kobieta po raz pierwszy stanęła na czele państwa. Najwyższe urzędy państwowe najwcześniej zajęły kobiety z państw socjalistycznych.
W 1997 powstała organizacja Council of Women World Leaders, skupiająca urzędujące oraz byłe szefowe państw i rządów.

## Historia

### Geneza

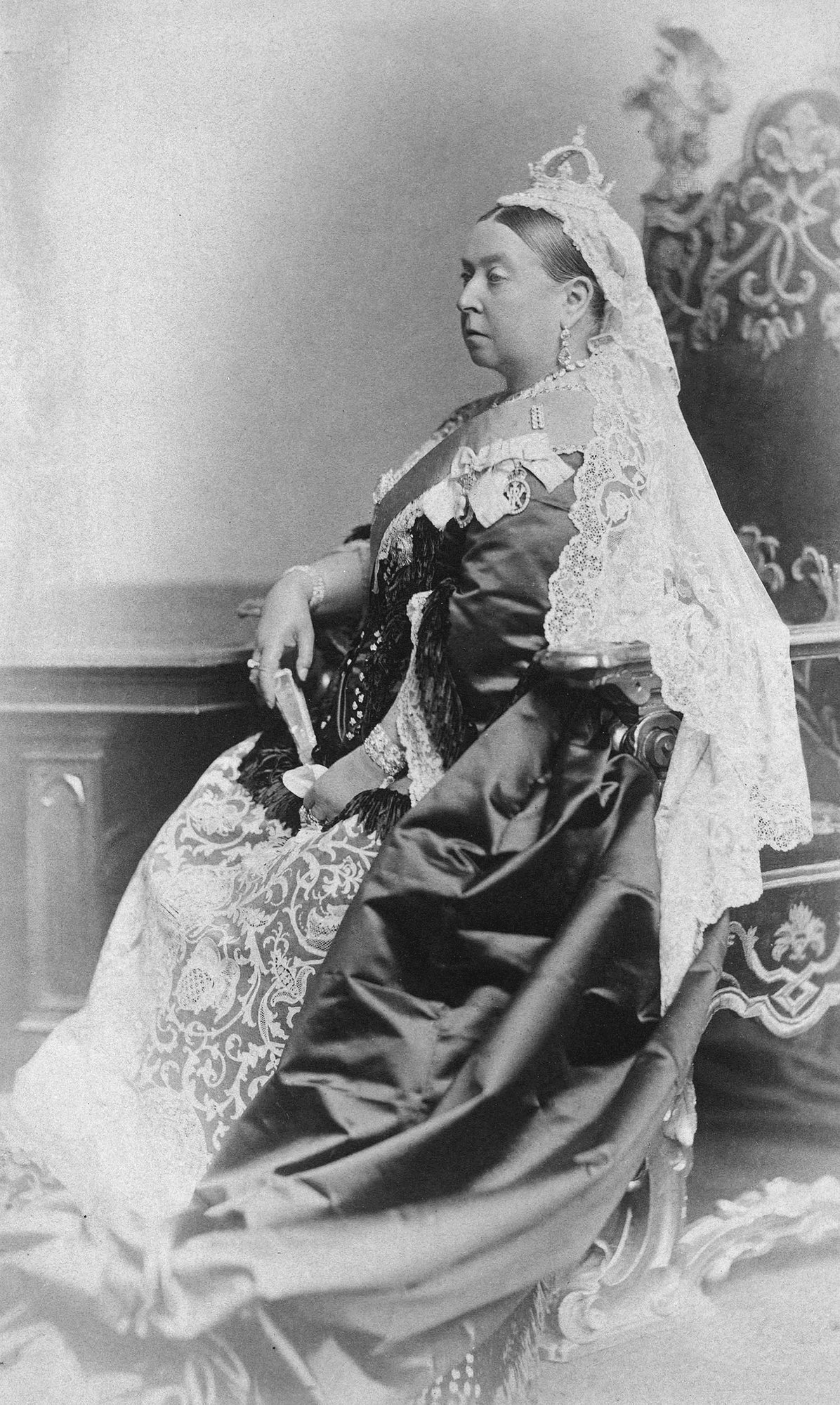
Epoka wiktoriańska w Imperium brytyjskim trwała aż 64 lata

Rola kobiet w rządzeniu państwem zmieniała się na przestrzeni wieków. Choć stanowiły zdecydowaną mniejszość w polityce, niemniej jednak zaznaczyły w niej swoją obecność już od czasów starożytnych. Pierwszymi kobietami – władczyniami były egipskie królowe, rządzące starożytnym Egiptem od ok. 3000 roku p.n.e. Pierwszą władczynią znaną z imienia była Kubaba, rządząca mezopotamskim miastem-państwem Ur około 2500 roku p.n.e. Niemal w każdej epoce historycznej można znaleźć przykłady kobiet stojących na czele państw. Do tych najbardziej znanych, stanowiących symbole kobiecych rządów, można zaliczyć: Kleopatrę, Elżbietę I, Marię Teresę, Katarzynę II, Wiktorię, a w Polsce: królową Jadwigę oraz Annę Jagiellonkę. W Holandii nieprzerwanie przez 123 lata (1890-2013) na tronie zasiadały same kobiety: Wilhelmina (1890-1948), Juliana (1948-1980) i Beatrycze (1980-2013).
Wraz z rozpowszechnianiem się republikańskiego ustroju politycznego w XIX i XX wieku, zmianie uległa cała koncepcja sprawowania władzy. Udział w polityce i sprawowaniu władzy od początku opierał się na istnieniu wielu cenzusów. Obok cenzusu wieku czy majątku, istniał również cenzus płci. Udział kobiet w polityce od początku był mocno ograniczony. Stopniowy wzrost aktywności kobiet w tej dziedzinie następował wraz z upowszechnianiem się prawa wyborczego dla kobiet oraz rozwojem ruchu emancypacji kobiet, którego symbolem stały się sufrażystki.

### XX wiek

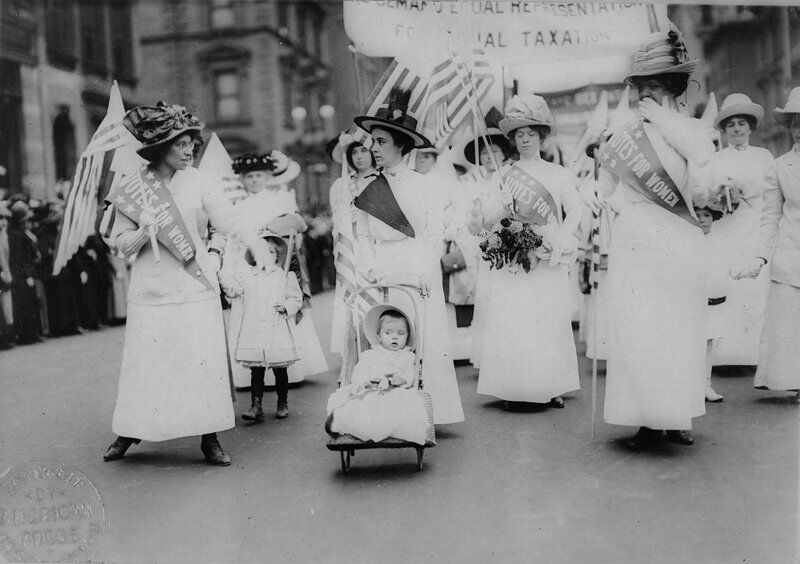
Ruch sufrażystek przyczynił się do zwiększenia świadomości politycznej kobiet w początkach XX wieku

Po raz pierwszy kobiety zagościły na scenie politycznej nowożytnych państw dopiero pod koniec i tuż po zakończeniu I wojny światowej. Pierwszymi gabinetami, w szeregach których znalazły się kobiety, były rewolucyjne rządy USRR (1917), Rosji (1917), Węgier (1918) oraz tymczasowy rząd Irlandii (1919). W Polsce pierwszą kobietą na stanowisku ministerialnym była Irena Kosmowska, pełniąca funkcję wiceministra pracy i opieki społecznej w Tymczasowym Rządzie Ludowym Republiki Polskiej Ignacego Daszyńskiego w listopadzie 1918, a pierwszą kobietą na czele resortu – Zofia Wasilkowska, minister sprawiedliwości PRL w latach 1956–1957. Pierwszą kobietą, ministrem w gabinecie wybranym na drodze demokratycznych wyborów, była duńska minister edukacji, Nina Bang w latach 1924–1926.
Pierwszą kobietą stojącą na czele rządu została Jewhenija Bosz. Od grudnia 1917 do marca 1918 pełniła ona funkcję sekretarza ludowego do spraw wewnętrznych i choć oficjalnie nie została mianowana szefową rządu USRR, to de facto i wedle dokumentów rządowych pełniła tę funkcję. Pierwszą wybraną premier była Sirimavo Bandaranaike, od lipca 1960 premier Sri Lanki. W 1999 Szwecja została pierwszym państwem, w gabinecie którego większość stanowiły kobiety (11 kobiet i 9 mężczyzn).
W latach 40. XX wieku kobiety po raz pierwszy objęły funkcję szefowych państw. Najwcześniej po stanowisko głowy państwa (de facto lub de iure), sięgnęły kobiety w państwach socjalistycznych. Pierwszą z nich była Chertek Ancimaa-Toka. W latach 1940–1944 zajmowała stanowisko przewodniczącej Małego Churału (parlamentu) Tuwińskiej Republiki Ludowej, a w związku z tym również stanowisko szefowej państwa. Następnie, w latach 1953−1954 Sühbaataryn Yanjmaa pełniła funkcję tymczasowego prezydenta Mongolii, a Song Qingling od 1968 do 1972 była jednym z dwóch tymczasowych przewodniczących Chińskiej Republiki Ludowej. W lipcu 1970 Isabel Perón jako wiceprezydent Argentyny, po śmierci swego męża Juan Peróna, objęła urząd prezydenta, zostając pierwszą – nie tymczasową prezydent. W sierpniu 1980 Vigdís Finnbogadóttir została pierwszą prezydent, wybraną w wyborach powszechnych.

### Czasy obecne

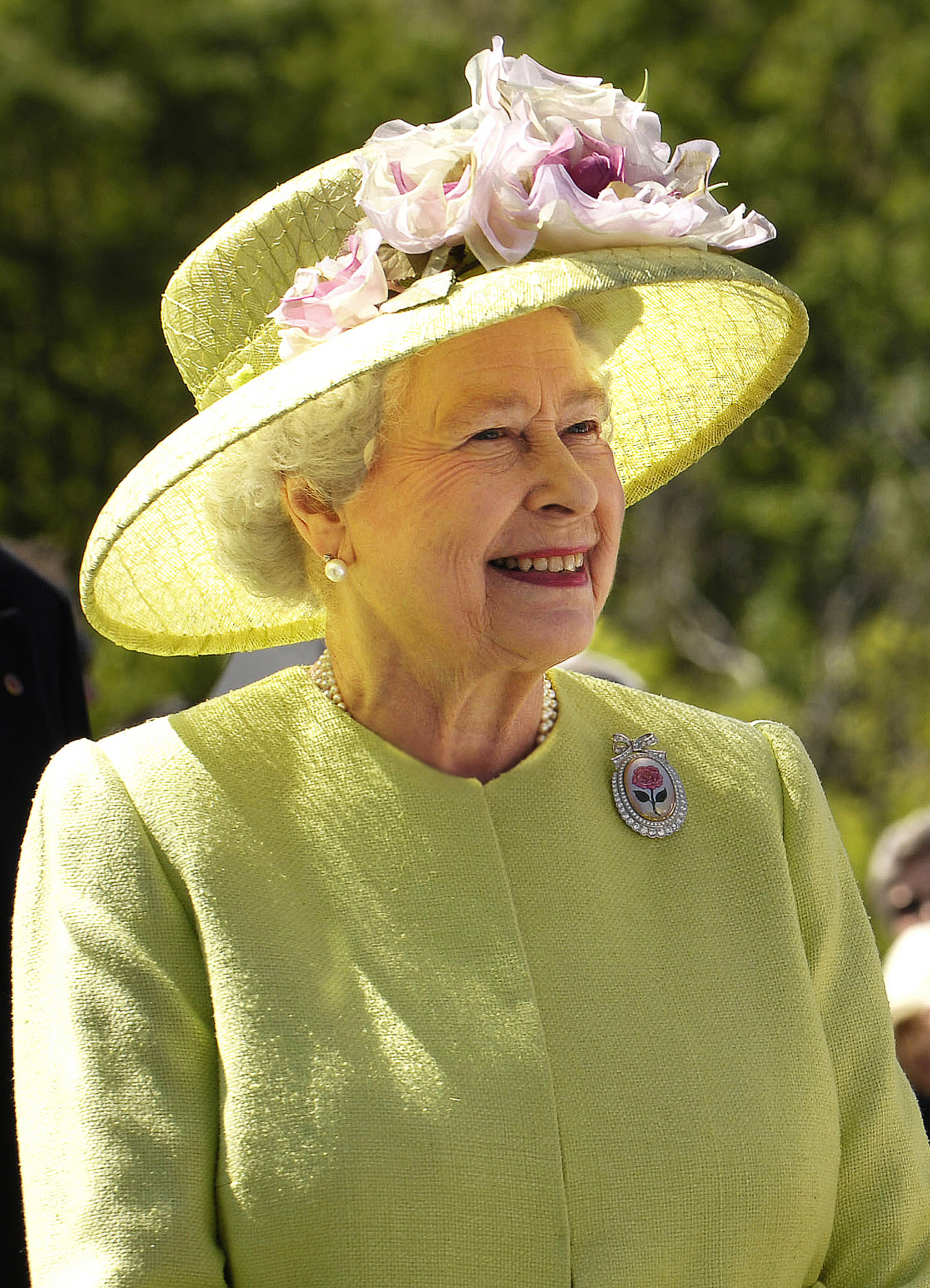
Królowa Elżbieta II, najdłużej panująca głowa państwa i współczesny symbol kobiecej władzy

W styczniu 2024 funkcję szefowej państwa lub rządu sprawowały 32 kobiety. Wśród nich była królowa Eswatini Ntombi (od 28 kwietnia 1986).
Reprezentantem króla Wielkiej Brytanii w państwach zrzeszonych w Commonwealth realm, jest gubernator generalny. W grudniu 2023 funkcję gubernatora generalnego pełniło 7 kobiet: Cécile La Grenade w Grenadzie (od 2013), Susan Dougan na Saint Vincent i Granady (od 2019), Mary Simon w Kanadzie (od 2021), Froyla Tzalam w Belize (od 2021), Cindy Kiro w Nowej Zelandii (od 2021), Marcella Liburd na Saint Kitts i Nevis (od 2023) oraz Cynthia A. Pratt na Bahamach (od 2023).
W styczniu 2024 stanowisko prezydenta zajmowało 16 kobiet: Tsai Ing-wen w Republice Chińskiej (od 2016), Sahle-Work Zewde w Etiopii (od 2018), Salome Zurabiszwili w Gruzji (od 2018), Zuzana Čaputová na Słowacji (od 2019), Ekaterini Sakielaropulu w Grecji (od 2020), Maia Sandu w Mołdawii (od 2020), Samia Suluhu w Tanzanii (od 2021), Vjosa Osmani w Kosowie (od 2021), Sandra Mason na Barbadosie (od 2021), Xiomara Castro w Hondurasie, Katalin Novák na Węgrzech (od 2022), Draupadi Murmu w Indiach (od 2022), Dina Boluarte w Peru (od 2022), Nataša Pirc Musar w Słowenii (od 2022), Christine Kangaloo w Trynidadzie i Tobago (od 2023), Sylvanie Burton na Dominice (od 2023) oraz Hilda Heine na Wyspach Marshalla (od 2024). Dodatkowo 3 kobiety wchodzą w skład Szwajcarskiej Rady Federalnej, która funkcjonuje jako kolegialna głowa państwa. Są to mianowicie: Viola Amherd (od 2019), Karin Keller-Sutter (od 2019) oraz Élisabeth Baume-Schneider (od 2023). Również jedna kobieta jest członkinią Prezydium Bośni i Hercegowiny: Željka Cvijanović.
W styczniu 2024 na stanowisku szefowej rządu zasiadało 15 kobiet: Sheikh Hasina Wajed w Bangladeszu (od 2009), Saara Kuugongelwa w Namibii (od 2015), Ana Brnabić w Serbii (od 2017), Katrín Jakobsdóttir na Islandii (od 2017), Matte Frederiksen w Danii (od 2019), Victoire Tomegah Dogbé w Togo (od 2020), Ingrida Šimonytė na Litwie (od 2020), Kaja Kallas w Estonii (od 2021), Naomi Mataʻafa na Samoa (od 2021), Robinah Nabbanja w Ugandzie (od 2021), Élisabeth Borne we Francji (od 2022), Giorgia Meloni we Włoszech (od 2022), Borjana Krišto w Bośni i Hercegowinie (od 2023), Manuela Roka Botey w Gwinei Równikowej (od 2023) oraz Evika Siliņa w Łotwie (od 2023). Pierwszą osobą otwarcie homoseksualną była Jóhanna Sigurðardóttir, która zasiadała na stanowisku szefowej rządu Islandii (2009−2013). Najmłodszą kobietą, która pełniła funkcję szefowej rządu jest Sanna Marin z Finlandii (2019–2023). W 2021 roku Estonia została pierwszym krajem na świecie, w którym kobiety pełniły funkcję szefowej rządu i państwa. Takim krajem w tym samym roku stały się także Mołdawia i Barbados. W styczniu 2024 miała miejsce abdykacja królowej Danii Małgorzaty II.

## Council of Women World Leaders
W 1997 szefowe państw i rządów powołały do życia organizację Council of Women World Leaders (Rada Kobiet Przywódczyń Świata), zrzeszającą urzędujące oraz byłe szefowe państw i rządów. Misją organizacji jest mobilizacja światowych decydentek w celu podejmowania wspólnych działań w sprawach szczególnie ważnych dla kobiet. W skład Rady wchodzą obecnie 83 osoby (stan na 11-10-2021), a stanowisko przewodniczącej zajmuje premier Islandii Katrín Jakobsdóttir.
Częściami Rady są Inicjatywy Ministerialne, które tworzą obecne oraz byłe kobiety – członkinie rządów. Celem Inicjatyw Ministerialnych, zapoczątkowanych w 1998, jest promocja wymiany myśli i doświadczeń na temat spraw globalnych na poziomie ministerialnym, określenie i odpowiedź na wyzwania jakie stoją przed kobietami ministrami oraz generalnie upowszechnianie pozytywnego wizerunku kobiety ministra. W ramach istniejących czterech Inicjatyw Ministerialnych: ds. środowiska, ds. zdrowia, ds. kultury oraz ds. edukacji, organizowane są spotkania odpowiednich ministrów.

## Kobiety – szefowe państw i rządów według kontynentów
- Poniższa tabela przedstawia pierwsze kobiety szefów państw i rządów, pełniące urząd na każdym z sześciu kontynentów.

| Kontynent           | Pierwsza prezydent lub głowa państwa | Pierwsza wybrana prezydent¹ | Pierwsza premier                            |
| ------------------- | ------------------------------------ | --------------------------- | ------------------------------------------- |
| Europa              | 1980 Vigdís Finnbogadóttir           | 1980 Vigdís Finnbogadóttir  | 1917 Jewhenija Bosz² 1979 Margaret Thatcher |
| Azja                | 1940 Chertek Ancimaa-Toka            | 1986 Corazon Aquino         | 1960 Sirimavo Bandaranaike                  |
| Ameryka Południowa  | 1974 Isabel Perón                    | 1999 Mireya Moscoso         | 2003 Beatriz Merino Lucero                  |
| Ameryka Północna    | 1990 Ertha Pascal-Trouillot          | 1990 Violeta Chamorro       | 1980 Eugenia Charles                        |
| Afryka              | 1984 Carmen Pereira                  | 2006 Ellen Johnson-Sirleaf  | 1975 Elisabeth Domitien                     |
| Australia i Oceania | 2016 Hilda Heine                     | 2016 Hilda Heine            | 1997 Jenny Shipley                          |

¹  Pierwsza kobieta prezydent, wybrana w wyborach powszechnych

²  Jewhenija Bosz nie została oficjalnie mianowana szefem rządu, lecz de facto pełniła tę funkcję
Opracowano na podstawie: CHRONOLOGICAL LIST OF FEMALE PRESIDENTS, Guide for Women Leaders oraz WOMAN PRIME MINISTERS, Guide for Women Leaders.

## Monarchinie i kobiety gubernator generalne
Funkcję szefowej państwa pełnią monarchinie wymienione w poniższej tabeli.
(aktualizacja danych 14-01-2024).
| Osoba  | Zdjęcie | Państwo  | Urząd                      | Początek panowania    | Dynastia | Źródło |
| ------ | ------- | -------- | -------------------------- | --------------------- | -------- | ------ |
| Ntombi |         | Eswatini | Współ-królowa (Indovukazi) | 28 kwietnia 1986(dts) | Dlamini  | [ 15 ] |

- W 15 państwach Wspólnoty Narodów, zwanych Królestwami Commonwealthu, funkcję głowy państwa pełni monarcha brytyjski reprezentowany przez gubernatorów generalnych.

Poniższa tabela zawiera listę kobiet – gubernatorów generalnych.
(obecnie sprawujące urząd zaznaczono niebieskim tłem – aktualizacja 13-12-2024.)
| Osoba               | Zdjęcie | Państwo                   | Urząd                        | Początek mandatu          | Koniec mandatu           | Źródło        |
| ------------------- | ------- | ------------------------- | ---------------------------- | ------------------------- | ------------------------ | ------------- |
| Elmira Gordon       | [ 16 ]  | Belize                    | Gubernator generalny         | 21 września 1981(dts)     | 17 listopada 1993(dts)   | [ 17 ]        |
| Jeanne Sauvé        |         | Kanada                    | Gubernator generalny         | 14 maja 1984(dts)         | 29 stycznia 1990(dts)    | [ 18 ]        |
| Nita Barrow         | [ 19 ]  | Barbados                  | Gubernator generalny         | 6 czerwca 1990(dts)       | 19 grudnia 1995(dts)     | [ 20 ] [ 21 ] |
| Catherine Tizard    |         | Nowa Zelandia             | Gubernator generalny         | 20 listopada 1990(dts)    | 21 marca 1996(dts)       | [ 22 ]        |
| Pearlette Louisy    |         | Saint Lucia               | Gubernator generalny         | 17 września 1997(dts)     | 31 grudnia 2017(dts)     | [ 23 ]        |
| Adrienne Clarkson   |         | Kanada                    | Gubernator generalny         | 7 października 1999(dts)  | 27 września 2005(dts)    | [ 24 ]        |
| Silvia Cartwright   |         | Nowa Zelandia             | Gubernator generalny         | 4 kwietnia 2001(dts)      | 4 sierpnia 2006(dts)     | [ 25 ]        |
| Ivy Dumont          | [ 26 ]  | Bahamy                    | Gubernator generalny         | 13 listopada 2001(dts)    | 1 lutego 2006(dts)       | [ 27 ]        |
| Monica Dacon        |         | Saint Vincent i Grenadyny | Gubernator generalny         | 3 czerwca 2002(dts)       | 2 września 2002(dts)     | [ 28 ]        |
| Michaëlle Jean      |         | Kanada                    | Gubernator generalny         | 27 września 2005(dts)     | 1 października 2010(dts) | [ 29 ]        |
| Louise Lake-Tack    |         | Antigua i Barbuda         | Gubernator generalny         | 17 lipca 2007(dts)        | 13 sierpnia 2014(dts)    | [ 30 ]        |
| Quentin Bryce       |         | Australia                 | Gubernator generalny         | 5 września 2008(dts)      | 28 marca 2014(dts)       | [ 31 ]        |
| Sandra Mason        |         | Barbados                  | P.o. gubernatora generalnego | 30 maja 2012(dts)         | 1 czerwca 2012(dts)      | [ 32 ]        |
| Cécile La Grenade   |         | Grenada                   | Gubernator generalny         | 7 maja 2013(dts)          | nadal                    | [ 33 ]        |
| Marguerite Pindling |         | Bahamy                    | Gubernator generalny         | 8 lipca 2014(dts)         | 28 czerwca 2018(dts)     |               |
| Patsy Reddy         |         | Nowa Zelandia             | Gubernator generalny         | 28 września 2016(dts)     | 28 września 2021(dts)    |               |
| Julie Payette       |         | Kanada                    | Gubernator generalny         | 2 października 2017(dts)  | 22 stycznia 2021(dts)    | [ 34 ]        |
| Sandra Mason        |         | Barbados                  | Gubernator generalny         | 8 stycznia 2018(dts)      | 30 listopada 2021(dts)   | [ 35 ]        |
| Susan Dougan        |         | Saint Vincent i Grenadyny | Gubernator generalny         | 1 sierpnia 2019(dts)      | nadal                    |               |
| Froyla Tzalam       |         | Belize                    | Gubernator generalny         | 27 maja 2021(dts)         | nadal                    |               |
| Mary Simon          |         | Kanada                    | Gubernator generalny         | 26 lipca 2021(dts)        | nadal                    |               |
| Cindy Kiro          |         | Nowa Zelandia             | Gubernator generalny         | 21 października 2021(dts) | nadal                    |               |
| Marcella Liburd     |         | Saint Kitts i Nevis       | Gubernator generalny         | 1 lutego 2023(dts)        | nadal                    | [ 36 ]        |
| Cynthia Pratt       | [ 37 ]  | Bahamy                    | Gubernator generalny         | 1 września 2023(dts)      | nadal                    | [ 38 ]        |
| Samantha Mostyn     |         | Australia                 | Gubernator generalny         | 1 lipca 2024(dts)         | nadal                    | [ 39 ]        |

## Kobiety – szefowe państw
- Lista kobiet pełniących funkcję głowy państwa w republikańskim systemie rządów

(obecnie sprawujące urząd zaznaczono niebieskim tłem – aktualizacja 16-07-2025).
| Osoba                          | Zdjęcie                      | Państwo                      | Urząd                                                                       | Początek mandatu          | Koniec mandatu            | Partia polityczna                                                                                    | Źródło                  |
| ------------------------------ | ---------------------------- | ---------------------------- | --------------------------------------------------------------------------- | ------------------------- | ------------------------- | --- | ----------------------- |
| Chertek Ancimaa-Toka           | [ 40 ]                       | Tuwińska Republika Ludowa    | Przewodnicząca prezydium parlamentu (Prezydent)                             | 6 kwietnia 1940(dts)      | 11 października 1944(dts) | Tuwińska Partia Ludowo-Rewolucyjna                                                                   | [ 41 ] [ 42 ]           |
| Sükhbaataryn Yanjmaa           |                              | Mongolia                     | Prezydent, tymczasowo                                                       | 23 września 1953(dts)     | 7 lipca 1954(dts)         | Mongolska Partia Ludowo-Rewolucyjna                                                                  | [ 43 ] [ 44 ]           |
| Song Qingling                  |                              | ChRL                         | Przewodnicząca ChRL                                                         | 31 października 1968(dts) | 24 lutego 1972(dts)       | Komunistyczna Partia Chin                                                                            | [ 45 ] [ 46 ]           |
| Song Qingling                  | Honorowa Przewodnicząca ChRL | ChRL                         | 16 maja 1981(dts)                                                           | 29 maja 1981(dts)         |                           | Komunistyczna Partia Chin                                                                            | [ 45 ] [ 46 ]           |
| Isabel Perón                   |                              | Argentyna                    | Prezydent                                                                   | 1 lipca 1974(dts)         | 24 marca 1976(dts)        | Partia Justycjalistyczna                                                                             | [ 47 ]                  |
| Lidia Gueiler Tejada           |                              | Boliwia                      | Prezydent, tymczasowo                                                       | 17 listopada 1979(dts)    | 18 lipca 1980(dts)        | Rewolucyjny Ruch Nacjonalistyczny                                                                    | [ 48 ]                  |
| Vigdís Finnbogadóttir          |                              | Islandia                     | Prezydent                                                                   | 1 sierpnia 1980(dts)      | 1 sierpnia 1996(dts)      | niezależna                                                                                           | [ 49 ]                  |
| Maria Lea Pedini-Angelini      | [ 50 ]                       | San Marino                   | Kapitan Regent                                                              | 1 kwietnia 1981(dts)      | 1 października 1981(dts)  | Socjalistyczna Partia San Marino                                                                     | [ 51 ] [ 52 ]           |
| Agatha Barbara                 |                              | Malta                        | Prezydent                                                                   | 15 lutego 1982(dts)       | 15 lutego 1987(dts)       | Partia Pracy                                                                                         | [ 53 ]                  |
| Gloriana Ranocchini            | [ 54 ]                       | San Marino                   | Kapitan Regent                                                              | 1 kwietnia 1984(dts)      | 1 października 1984(dts)  | Komunistyczna Partia San Marino                                                                      | [ 51 ] [ 55 ]           |
| Gloriana Ranocchini            | [ 54 ]                       | San Marino                   | Kapitan Regent                                                              | 1 października 1989(dts)  | 1 kwietnia 1990(dts)      | Komunistyczna Partia San Marino                                                                      | [ 51 ] [ 55 ]           |
| Carmen Pereira                 | [ 56 ]                       | Gwinea Bissau                | Prezydent, tymczasowo                                                       | 14 maja 1984              | 15 czerwca 1984           | Afrykańska Partia Niepodległości Gwinei i Wysp Zielonego Przylądka (PAIGC)                           | [ 57 ]                  |
| Elisabeth Kopp                 |                              | Szwajcaria                   | Członek Szwajcarskiej Rady Federalnej                                       | 20 października 1984      | 12 stycznia 1989          | Radykalno-Demokratyczna Partia Szwajcarii                                                            | [ 58 ]                  |
| Corazon Aquino                 |                              | Filipiny                     | Prezydent                                                                   | 25 lutego 1986(dts)       | 30 czerwca 1992(dts)      | United Nationalists Democratic Organizations                                                         | [ 59 ]                  |
| Ertha Pascal-Trouillot         |                              | Haiti                        | Prezydent, tymczasowo                                                       | 13 marca 1990(dts)        | 7 lutego 1991(dts)        | niezależna                                                                                           | [ 60 ]                  |
| Sabine Bergmann-Pohl           |                              | NRD                          | Przewodnicząca Rady Państwa NRD                                             | 5 kwietnia 1990(dts)      | 2 października 1990(dts)  | Unia Chrześcijańsko-Demokratyczna (CDU)                                                              | [ 61 ]                  |
| Violeta Chamorro               |                              | Nikaragua                    | Prezydent                                                                   | 25 kwietnia 1990(dts)     | 10 stycznia 1997(dts)     | Narodowa Unia Opozycyjna (UNO)                                                                       | [ 62 ] [ 63 ]           |
| Mary Robinson                  |                              | Irlandia                     | Prezydent                                                                   | 3 grudnia 1990(dts)       | 12 września 1997(dts)     | Partia Pracy                                                                                         | [ 64 ]                  |
| Edda Ceccoli                   | [ 65 ]                       | San Marino                   | Kapitan Regent                                                              | 1 października 1991(dts)  | 1 kwietnia 1992(dts)      | Chrześcijańsko-Demokratyczna Partia San Marino                                                       | [ 51 ] [ 66 ]           |
| Ruth Dreifuss                  |                              | Szwajcaria                   | Członek Szwajcarskiej Rady Federalnej, prezydent w 1999                     | 1 kwietnia 1993(dts)      | 31 grudnia 2002(dts)      | Socjaldemokratyczna Partia Szwajcarii                                                                | [ 67 ]                  |
| Patrizia Busignani             | [ 68 ]                       | San Marino                   | Kapitan Regent                                                              | 1 kwietnia 1993(dts)      | 1 października 1993(dts)  | Socjalistyczna Partia San Marino                                                                     | [ 51 ] [ 69 ]           |
| Sylvie Kinigi                  |                              | Burundi                      | Prezydent, tymczasowo                                                       | 27 października 1993(dts) | 5 lutego 1994(dts)        | Partia Jedności i Postępu Narodowego Burundi (UPRONA)                                                | [ 70 ] [ 71 ]           |
| Agathe Uwilingiyimana          | [ 72 ]                       | Rwanda                       | Prezydent, tymczasowo                                                       | 6 kwietnia 1994(dts)      | 7 kwietnia 1994(dts)      | Republikański Ruch Demokratyczny (MDR)                                                               | [ 73 ]                  |
| Chandrika Kumaratunga          |                              | Sri Lanka                    | Prezydent                                                                   | 12 listopada 1994(dts)    | 19 listopada 2005(dts)    | Partia Wolności Sri Lanki (SLFP)                                                                     | [ 74 ] [ 75 ]           |
| Ruth Perry                     | [ 76 ]                       | Liberia                      | Prezydent, tymczasowo                                                       | 3 września 1996(dts)      | 2 sierpnia 1997(dts)      | niezależna                                                                                           | [ 77 ]                  |
| Rosalía Arteaga                |                              | Ekwador                      | Prezydent, tymczasowo                                                       | 6 lutego 1997(dts)        | 11 lutego 1997(dts)       | Niezależny Ruch na rzecz Autentycznej Republiki (MIRA)                                               | [ 78 ] [ 79 ]           |
| Mary McAleese                  |                              | Irlandia                     | Prezydent                                                                   | 11 listopada 1997(dts)    | 10 listopada 2011(dts)    | Fianna Fáil                                                                                          | [ 80 ]                  |
| Janet Jagan                    |                              | Gujana                       | Prezydent                                                                   | 19 grudnia 1997(dts)      | 11 sierpnia 1999(dts)     | Ludowa Partia Postępowa                                                                              | [ 81 ]                  |
| Ruth Metzler-Arnold            |                              | Szwajcaria                   | Członek Szwajcarskiej Rady Federalnej,wiceprezydent w 2003                  | 11 marca 1999(dts)        | 10 grudnia 2003(dts)      | Chrześcijańsko-Demokratyczna Partia Ludowa Szwajcarii                                                | [ 82 ]                  |
| Rosa Zafferani                 | [ 83 ]                       | San Marino                   | Kapitan Regent                                                              | 1 kwietnia 1999(dts)      | 1 października 1999(dts)  | Chrześcijańsko-Demokratyczna Partia San Marino                                                       | [ 51 ] [ 84 ]           |
| Rosa Zafferani                 | [ 83 ]                       | San Marino                   | Kapitan Regent                                                              | 1 kwietnia 2008(dts)      | 1 października 2008(dts)  | Chrześcijańsko-Demokratyczna Partia San Marino                                                       | [ 51 ] [ 84 ]           |
| Vaira Vīķe-Freiberga           |                              | Łotwa                        | Prezydent                                                                   | 8 lipca 1999(dts)         | 7 lipca 2007(dts)         | niezależna                                                                                           | [ 85 ]                  |
| Mireya Moscoso                 |                              | Panama                       | Prezydent                                                                   | 1 września 1999(dts)      | 1 września 2004(dts)      | Partia Panamska                                                                                      | [ 86 ]                  |
| Tarja Halonen                  |                              | Finlandia                    | Prezydent                                                                   | 1 marca 2000(dts)         | 1 marca 2012(dts)         | Socjaldemokratyczna Partia Finlandii                                                                 | [ 87 ]                  |
| Maria Domenica Michelotti      | [ 88 ]                       | San Marino                   | Kapitan Regent                                                              | 1 kwietnia 2000(dts)      | 1 października 2000(dts)  | Demokratyczna Partia Postępowa San Marino                                                            | [ 51 ] [ 89 ] [ 90 ]    |
| Gloria Macapagal-Arroyo        |                              | Filipiny                     | Prezydent                                                                   | 20 stycznia 2001(dts)     | 30 czerwca 2010(dts)      | Lakas                                                                                                | [ 91 ]                  |
| Megawati Soekarnoputri         |                              | Indonezja                    | Prezydent                                                                   | 23 lipca 2001(dts)        | 20 października 2004(dts) | Demokratyczna Partia Indonezji – Walka (PDI-P)                                                       | [ 92 ] [ 93 ]           |
| Nataša Mićić                   |                              | Serbia                       | Prezydent, tymczasowo                                                       | 30 grudnia 2002(dts)      | 4 lutego 2004(dts)        | Obywatelski Sojusz Serbii (GSS)                                                                      | [ 94 ]                  |
| Micheline Calmy-Rey            |                              | Szwajcaria                   | Członek Szwajcarskiej Rady Federalnej, prezydent w 2007 i 2011              | 1 stycznia 2003(dts)      | 31 grudnia 2011(dts)      | Socjaldemokratyczna Partia Szwajcarii                                                                | [ 95 ]                  |
| Valeria Ciavatta               |                              | San Marino                   | Kapitan Regent                                                              | 1 października 2003(dts)  | 1 kwietnia 2004(dts)      | Sojusz Ludowy                                                                                        | [ 51 ] [ 96 ] [ 97 ]    |
| Valeria Ciavatta               | 1 kwietnia 2014(dts)         | San Marino                   | Kapitan Regent                                                              | 1 października 2014(dts)  |                           | Sojusz Ludowy                                                                                        | [ 51 ] [ 96 ] [ 97 ]    |
| Nino Burdżanadze               |                              | Gruzja                       | Prezydent, tymczasowo                                                       | 23 listopada 2003(dts)    | 25 stycznia 2004(dts)     | Zjednoczony Ruch Narodowy                                                                            | [ 98 ]                  |
| Nino Burdżanadze               | 25 listopada 2007(dts)       | Gruzja                       | Prezydent, tymczasowo                                                       | 20 stycznia 2008(dts)     |                           | Zjednoczony Ruch Narodowy                                                                            | [ 98 ]                  |
| Barbara Prammer                |                              | Austria                      | Prezydent, tymczasowo                                                       | 6 lipca 2004(dts)         | 8 lipca 2004(dts)         | Socjaldemokratyczna Partia Austrii                                                                   |                         |
| Fausta Morganti                | [ 99 ]                       | San Marino                   | Kapitan Regent                                                              | 1 kwietnia 2005(dts)      | 1 października 2005(dts)  | Partia Demokratów (San Marino)                                                                       | [ 100 ]                 |
| Ellen Johnson-Sirleaf          |                              | Liberia                      | Prezydent                                                                   | 16 stycznia 2006(dts)     | 22 stycznia 2018(dts)     | Partia Jedności (UP)                                                                                 | [ 101 ] [ 102 ]         |
| Michelle Bachelet              |                              | Chile                        | Prezydent                                                                   | 11 marca 2006(dts)        | 11 marca 2010(dts)        | Socjalistyczna Partia Chile                                                                          | [ 103 ] [ 104 ]         |
| Michelle Bachelet              | 11 marca 2014(dts)           | Chile                        | Prezydent                                                                   | 11 marca 2018(dts)        |                           | Socjalistyczna Partia Chile                                                                          | [ 103 ] [ 104 ]         |
| Doris Leuthard                 |                              | Szwajcaria                   | Członek Szwajcarskiej Rady Federalnej, prezydent w 2010 oraz w 2017         | 1 sierpnia 2006(dts)      | 1 stycznia 2019(dts)      | Chrześcijańsko-Demokratyczna Partia Ludowa Szwajcarii                                                | [ 105 ]                 |
| Dalja Icik                     |                              | Izrael                       | Prezydent, tymczasowo                                                       | 25 stycznia 2007(dts)     | 15 lipca 2007(dts)        | Kadima                                                                                               | [ 106 ]                 |
| Pratibha Patil                 |                              | Indie                        | Prezydent                                                                   | 25 lipca 2007(dts)        | 25 lipca 2012(dts)        | Indyjski Kongres Narodowy                                                                            | [ 107 ]                 |
| Cristina Fernández de Kirchner |                              | Argentyna                    | Prezydent                                                                   | 10 grudnia 2007(dts)      | 10 grudnia 2015(dts)      | Front na rzecz Zwycięstwa                                                                            | [ 108 ]                 |
| Eveline Widmer-Schlumpf        |                              | Szwajcaria                   | Członek Szwajcarskiej Rady Federalnej, prezydent w 2012                     | 1 stycznia 2008(dts)      | 31 grudnia 2015(dts)      | Szwajcarska Partia Ludowa/Konserwatywno-Demokratyczna Partia Szwajcarii (BDP)                        | [ 109 ]                 |
| Ivy Matsepe-Casaburri          | [ 110 ]                      | Południowa Afryka            | Prezydent, tymczasowo                                                       | 24 września 2008(dts)     | 25 września 2008(dts)     | Afrykański Kongres Narodowy                                                                          |                         |
| Assunta Meloni                 | [ 111 ]                      | San Marino                   | Kapitan Regent                                                              | 1 października 2008(dts)  | 1 kwietnia 2009(dts)      | Sojusz Ludowy                                                                                        | [ 51 ] [ 112 ] [ 97 ]   |
| Rose Francine Rogombé          | [ 113 ]                      | Gabon                        | Prezydent, tymczasowo                                                       | 8 czerwca 2009(dts)       | 16 października 2009(dts) | Gabońska Partia Demokratyczna                                                                        | [ 114 ] [ 115 ]         |
| Dalia Grybauskaitė             |                              | Litwa                        | Prezydent                                                                   | 12 lipca 2009(dts)        | 19 lipca 2019(dts)        | niezależna                                                                                           | [ 116 ]                 |
| Roza Otunbajewa                |                              | Kirgistan                    | Prezydent                                                                   | 15 kwietnia 2010(dts)     | 1 grudnia 2011(dts)       | Socjaldemokratyczna Partia Kirgstanu                                                                 | [ 117 ]                 |
| Laura Chinchilla               |                              | Kostaryka                    | Prezydent                                                                   | 8 maja 2010(dts)          | 8 maja 2014(dts)          | Partia Wyzwolenia Narodowego (PLN)                                                                   | [ 118 ]                 |
| Simonetta Sommaruga            |                              | Szwajcaria                   | Członkini Szwajcarskiej Rady Federalnej, Prezydent Szwajcarii w 2015 i 2020 | 1 stycznia 2010(dts)      | 31 grudnia 2012(dts)      | Socjaldemokratyczna Partia Szwajcarii                                                                | [ 119 ]                 |
| Dilma Rousseff                 |                              | Brazylia                     | Prezydent                                                                   | 1 stycznia 2011(dts)      | 31 sierpnia 2016(dts)     | Partia Pracujących                                                                                   | [ 120 ]                 |
| Maria Luisa Berti              | [ 121 ]                      | San Marino                   | Kapitan Regent                                                              | 1 kwietnia 2011(dts)      | 1 października 2011(dts)  | My Sanmayńczycy                                                                                      | [ 121 ]                 |
| Maria Luisa Berti              | [ 121 ]                      | San Marino                   | Kapitan Regent                                                              | 1 października 2022(dts)  | 1 kwietnia 2023(dts)      | My Sanmayńczycy                                                                                      | [ 122 ]                 |
| Atifete Jahjaga                |                              | Kosowo                       | Prezydent                                                                   | 7 kwietnia 2011(dts)      | 7 kwietnia 2016(dts)      | niezależna                                                                                           | [ 123 ]                 |
| Monique Ohsan-Bellepeau        |                              | Mauritius                    | Prezydent, tymczasowo                                                       | 31 marca 2012(dts)        | 21 lipca 2012(dts)        | Partia Pracy                                                                                         |                         |
| Slavica Đukić Dejanović        |                              | Serbia                       | Prezydent, tymczasowo                                                       | 5 kwietnia 2012(dts)      | 31 maja 2012(dts)         | Socjalistyczna Partia Serbii                                                                         |                         |
| Joyce Banda                    |                              | Malawi                       | Prezydent                                                                   | 7 kwietnia 2012(dts)      | 31 maja 2014(dts)         | Partia Ludowa                                                                                        |                         |
| Denise Bronzetti               | [ 121 ]                      | San Marino                   | Kapitan Regent                                                              | 1 października 2012(dts)  | 1 kwietnia 2013(dts)      | Partia Socjalistów i Demokratów                                                                      | [ 124 ] [ 125 ] [ 126 ] |
| Denise Bronzetti               | [ 121 ]                      | San Marino                   | Kapitan Regent                                                              | 1 kwietnia 2025(dts)      | nadal                     | Partia Socjalistów i Demokratów                                                                      | [ 124 ] [ 125 ] [ 126 ] |
| Park Geun-hye                  |                              | Korea Południowa             | Prezydent                                                                   | 25 lutego 2013(dts)       | 10 marca 2017(dts)        | Saenuri                                                                                              |                         |
| Antonella Mularoni             |                              | San Marino                   | Kapitan Regent                                                              | 1 kwietnia 2013(dts)      | 1 października 2013(dts)  | Sojusz Powszechny                                                                                    |                         |
| Anna Maria Muccioli            | [ 127 ]                      | San Marino                   | Kapitan Regent                                                              | 1 października 2013(dts)  | 1 kwietnia 2014(dts)      | Chrześcijańsko-Demokratyczna Partia San Marino                                                       |                         |
| Catherine Samba-Panza          |                              | Republika Środkowoafrykańska | Prezydent, tymczasowo                                                       | 20 stycznia 2014(dts)     | 30 marca 2016(dts)        | niezależna                                                                                           |                         |
| Marie-Louise Coleiro Preca     |                              | Malta                        | Prezydent                                                                   | 4 kwietnia 2014(dts)      | 4 kwietnia 2018(dts)      | Partia Pracy                                                                                         |                         |
| Kolinda Grabar-Kitarović       |                              | Chorwacja                    | Prezydent                                                                   | 18 lutego 2015(dts)       | 18 lutego 2020(dts)       | Chorwacka Wspólnota Demokratyczna                                                                    |                         |
| Ameenah Gurib-Fakim            |                              | Mauritius                    | Prezydent                                                                   | 5 czerwca 2015(dts)       | 23 marca 2018(dts)        | niezależna                                                                                           |                         |
| Lorella Stefanelli             | [ 128 ]                      | San Marino                   | Kapitan Regent                                                              | 1 października 2015(dts)  | 1 kwietnia 2016(dts)      | Chrześcijańsko-Demokratyczna Partia San Marino                                                       |                         |
| Bidhya Devi Bhandari           |                              | Nepal                        | Prezydent                                                                   | 29 października 2015(dts) | 13 marca 2023(dts)        | niezależna                                                                                           |                         |
| Hilda Heine                    |                              | Wyspy Marshalla              | Prezydent                                                                   | 28 stycznia 2016(dts)     | 14 stycznia 2020(dts)     | niezależna                                                                                           |                         |
| Hilda Heine                    | 3 stycznia 2024(dts)         | Wyspy Marshalla              | Prezydent                                                                   | nadal                     |                           | niezależna                                                                                           |                         |
| Tsai Ing-wen                   |                              | Republika Chińska            | Prezydent                                                                   | 20 maja 2016(dts)         | 20 maja 2024(dts)         | Demokratyczna Partia Postępowa                                                                       |                         |
| Doris Bures                    |                              | Austria                      | Prezydent, tymczasowo                                                       | 8 lipca 2016(dts)         | 26 stycznia 2017(dts)     | Socjaldemokratyczna Partia Austrii                                                                   |                         |
| Kersti Kaljulaid               |                              | Estonia                      | Prezydent                                                                   | 10 października 2016(dts) | 11 października 2021(dts) | bezpartyjna                                                                                          |                         |
| Mimma Zavoli                   | [ 129 ]                      | San Marino                   | Kapitan Regent                                                              | 1 kwietnia 2017(dts)      | 1 października 2017(dts)  | Zjednoczona Lewica                                                                                   |                         |
| Vanessa D’Ambrosio             | [ 130 ]                      | San Marino                   | Kapitan Regent                                                              | 1 kwietnia 2017(dts)      | 1 października 2017(dts)  | Zjednoczona Lewica                                                                                   |                         |
| Halimah Yacob                  |                              | Singapur                     | Prezydent                                                                   | 14 września 2017(dts)     | 14 września 2023(dts)     | bezpartyjna                                                                                          | [ 131 ]                 |
| Paula-Mae Weekes               |                              | Trynidad i Tobago            | Prezydent                                                                   | 19 marca 2018(dts)        | 20 marca 2023(dts)        | bezpartyjna                                                                                          | [ 132 ]                 |
| Đặng Thị Ngọc Thịnh            |                              | Wietnam                      | Prezydent, tymczasowo                                                       | 21 września 2018(dts)     | 23 października 2018(dts) | Komunistyczna Partia Wietnamu                                                                        | [ 133 ] [ 134 ]         |
| Sahle-Work Zewde               |                              | Etiopia                      | Prezydent                                                                   | 25 października 2018(dts) | 7 października 2024(dts)  | bezpartyjna                                                                                          | [ 135 ] [ 136 ]         |
| Jeanine Áñez                   |                              | Boliwia                      | Prezydent, tymczasowo                                                       | 12 listopada 2019(dts)    | 8 listopada 2020(dts)     | Demokratyczny Ruch Społeczny (MDS)                                                                   | [ 137 ]                 |
| Salome Zurabiszwili            |                              | Gruzja                       | Prezydent                                                                   | 16 grudnia 2018(dts)      | 29 grudnia 2024(dts)      | bezpartyjna                                                                                          | [ 138 ] [ 139 ]         |
| Viola Amherd                   |                              | Szwajcaria                   | Członkini Szwajcarskiej Rady Federalnej, Prezydent Szwajcarii w 2024        | 1 stycznia 2019(dts)      | 31 marca 2025(dts)        | Chrześcijańsko-Demokratyczna Partia Ludowa Szwajcarii                                                | [ 140 ]                 |
| Karin Keller-Sutter            |                              | Szwajcaria                   | Członkini Szwajcarskiej Rady Federalnej, Prezydent Szwajcarii w 2025        | 1 stycznia 2019(dts)      | nadal                     | Radykalno-Demokratyczna Partia Szwajcarii                                                            |                         |
| Zuzana Čaputová                |                              | Słowacja                     | Prezydent                                                                   | 15 czerwca 2019(dts)      | 15 czerwca 2024(dts)      | Postępowa Słowacja                                                                                   |                         |
| Ekaterini Sakielaropulu        |                              | Grecja                       | Prezydent                                                                   | 13 marca 2020(dts)        | 13 marca 2025(dts)        | bezpartyjna                                                                                          | [ 141 ] [ 142 ]         |
| Maia Sandu                     |                              | Mołdawia                     | Prezydent                                                                   | 24 grudnia 2020(dts)      | nadal                     | Partia Akcji i Solidarności                                                                          | [ 143 ]                 |
| Samia Suluhu                   |                              | Tanzania                     | Prezydent                                                                   | 17 marca 2021(dts)        | nadal                     | Partia Rewolucji                                                                                     | [ 144 ]                 |
| Vjosa Osmani                   |                              | Kosowo                       | Prezydent                                                                   | 5 kwietnia 2021(dts)      | nadal                     | Demokratyczna Liga Kosowa                                                                            | [ 145 ]                 |
| Sandra Mason                   |                              | Barbados                     | Prezydent                                                                   | 30 listopada 2021(dts)    | nadal                     | bezpartyjna                                                                                          | [ 146 ]                 |
| Xiomara Castro                 |                              | Honduras                     | Prezydent                                                                   | 27 stycznia 2022          | nadal                     | Libre                                                                                                |                         |
| Katalin Novák                  |                              | Węgry                        | Prezydent                                                                   | 10 maja 2022              | 26 lutego 2024            | Fidesz                                                                                               | [ 147 ]                 |
| Draupadi Murmu                 |                              | Indie                        | Prezydent                                                                   | 25 lipca 2022             | nadal                     | Indyjska Partia Ludowa                                                                               | [ 148 ]                 |
| Željka Cvijanović              |                              | Bośnia i Hercegowina         | Członkini Prezydium                                                         | 16 listopada 2022(dts)    | nadal                     | Sojusz Niezależnych Socjaldemokratów                                                                 | [ 149 ]                 |
| Željka Cvijanović              | Przewodnicząca Prezydium     | Bośnia i Hercegowina         | 16 listopada 2022(dts)                                                      | 16 lipca 2023(dts)        |                           | Sojusz Niezależnych Socjaldemokratów                                                                 | [ 149 ]                 |
| Željka Cvijanović              | Przewodnicząca Prezydium     | Bośnia i Hercegowina         | 16 listopada 2024(dts)                                                      | 16 lipca 2025(dts)        |                           | Sojusz Niezależnych Socjaldemokratów                                                                 | [ 149 ]                 |
| Dina Boluarte                  |                              | Peru                         | Prezydent                                                                   | 7 grudnia 2022            | nadal                     | bezpartyjna                                                                                          | [ 150 ]                 |
| Nataša Pirc Musar              |                              | Słowenia                     | Prezydent                                                                   | 22 grudnia 2022           | nadal                     | bezpartyjna                                                                                          | [ 151 ]                 |
| Élisabeth Baume-Schneider      |                              | Szwajcaria                   | Członkini Szwajcarskiej Rady Federalnej                                     | 1 stycznia 2023(dts)      | nadal                     | Socjaldemokratyczna Partia Szwajcarii                                                                | [ 152 ]                 |
| Võ Thị Ánh Xuân                |                              | Wietnam                      | Prezydent, tymczasowo                                                       | 18 stycznia 2023(dts)     | 2 marca 2023(dts)         | Komunistyczna Partia Wietnamu                                                                        | [ 153 ]                 |
| Võ Thị Ánh Xuân                | 21 marca 2024(dts)           | Wietnam                      | Prezydent, tymczasowo                                                       | 22 maja 2024(dts)         | [ 154 ]                   | Komunistyczna Partia Wietnamu                                                                        |                         |
| Christine Kangaloo             |                              | Trynidad i Tobago            | Prezydent                                                                   | 20 marca 2023(dts)        | nadal                     | bezpartyjna                                                                                          | [ 155 ]                 |
| Sylvanie Burton                | [ 156 ]                      | Dominika                     | Prezydent                                                                   | 2 października 2023(dts)  | nadal                     | Partia Pracy Dominiki                                                                                | [ 157 ]                 |
| Claudia Rodríguez de Guevara   | [ 158 ]                      | Salwador                     | Prezydent, tymczasowo                                                       | 1 grudnia 2023(dts)       | 1 czerwca 2024(dts)       | bezpartyjna                                                                                          | [ 159 ]                 |
| Milena Gasperoni               | [ 160 ]                      | San Marino                   | Kapitan Regent                                                              | 1 kwietnia 2024(dts)      | 1 października 2024(dts)  | Partia Socjalistów i Demokratów                                                                      | [ 161 ]                 |
| Myriam Spiteri Debono          |                              | Malta                        | Prezydent                                                                   | 4 kwietnia 2024(dts)      | nadal                     | Partia Pracy                                                                                         | [ 162 ]                 |
| Gordana Siłjanowska-Dawkowa    |                              | Macedonia Północna           | Prezydent                                                                   | 12 maja 2024(dts)         | nadal                     | Wewnętrzna Macedońska Organizacja Rewolucyjna – Demokratyczna Partia Macedońskiej Jedności Narodowej | [ 163 ]                 |
| Halla Tómasdóttir              |                              | Islandia                     | Prezydent                                                                   | 1 sierpnia 2024(dts)      | nadal                     | bezpartyjna                                                                                          | [ 164 ]                 |
| Francesca Civerchia            | [ 165 ]                      | San Marino                   | Kapitan Regent                                                              | 1 października 2024(dts)  | 1 kwietnia 2025(dts)      | Chrześcijańsko-Demokratyczna Partia San Marino                                                       | [ 166 ]                 |
| Claudia Sheinbaum              |                              | Meksyk                       | Prezydent                                                                   | 1 października 2024(dts)  | nadal                     | Ruch Odrodzenia Narodowego                                                                           | [ 167 ]                 |
| Rosario Murillo                |                              | Nikaragua                    | Współprezydent                                                              | 30 stycznia 2025(dts)     | nadal                     | Sandinistowski Front Wyzwolenia Narodowego                                                           | [ 168 ]                 |
| Netumbo Nandi-Ndaitwah         |                              | Namibia                      | Prezydent                                                                   | 21 marca 2025(dts)        | nadal                     | Organizacja Ludu Afryki Południowo-Zachodniej                                                        | [ 169 ]                 |
| Jennifer Geerlings-Simons      |                              | Surinam                      | Prezydent                                                                   | 16 lipca 2025(dts)        | nadal                     | Narodowa Partia Demokratyczna                                                                        | [ 170 ]                 |

## Kobiety – szefowe rządów
(obecnie sprawujące urząd zaznaczono niebieskim tłem – aktualizacja 21-07-2025).
| Osoba                       | Zdjęcie                   | Państwo                                      | Urząd                                                 | Początek mandatu          | Koniec mandatu            | Partia polityczna                                                                                 | Źródło          |
| --------------------------- | ------------------------- | -------------------------------------------- | ----------------------------------------------------- | ------------------------- | ------------------------- | ------------------------------------------------------------------------------------------------- | --------------- |
| Jewhenija Bosz              |                           | Ukraińska Socjalistyczna Republika Radziecka | Szef rządu                                            | 17 grudnia 1917(dts)      | 9 marca 1918(dts)         | Socjaldemokratyczna Partia Robotnicza Rosji                                                       | [ 171 ]         |
| Sirimavo Bandaranaike       |                           | Sri Lanka                                    | Premier                                               | 21 lipca 1960(dts)        | 27 marca 1965(dts)        | Partia Wolności Sri Lanki (SLFP)                                                                  | [ 172 ] [ 75 ]  |
| Sirimavo Bandaranaike       | 29 maja 1970(dts)         | Sri Lanka                                    | Premier                                               | 23 lipca 1977(dts)        |                           | Partia Wolności Sri Lanki (SLFP)                                                                  | [ 172 ] [ 75 ]  |
| Sirimavo Bandaranaike       | 14 listopada 1994(dts)    | Sri Lanka                                    | Premier                                               | 10 sierpnia 2000(dts)     |                           | Partia Wolności Sri Lanki (SLFP)                                                                  | [ 172 ] [ 75 ]  |
| Indira Gandhi               |                           | Indie                                        | Premier                                               | 19 stycznia 1966(dts)     | 24 marca 1977(dts)        | Indyjski Kongres Narodowy                                                                         | [ 173 ]         |
| Indira Gandhi               | 14 stycznia 1980(dts)     | Indie                                        | Premier                                               | 31 października 1984(dts) |                           | Indyjski Kongres Narodowy                                                                         | [ 173 ]         |
| Golda Meir                  |                           | Izrael                                       | Premier                                               | 17 marca 1969(dts)        | 11 kwietnia 1974(dts)     | Partia Pracy                                                                                      | [ 174 ]         |
| Elisabeth Domitien          |                           | Republika Środkowoafrykańska                 | Premier                                               | 2 stycznia 1975(dts)      | 7 kwietnia 1976(dts)      | Ruch Rozwoju Społecznego Czarnej Afryki (MESAN)                                                   | [ 175 ]         |
| Margaret Thatcher           |                           | Wielka Brytania                              | Premier                                               | 4 maja 1979(dts)          | 28 listopada 1990(dts)    | Partia Konserwatywna                                                                              | [ 176 ]         |
| Maria de Lourdes Pintasilgo |                           | Portugalia                                   | Premier                                               | 1 sierpnia 1979(dts)      | 3 stycznia 1980(dts)      | niezależna                                                                                        | [ 177 ]         |
| Eugenia Charles             |                           | Dominika                                     | Premier                                               | 21 lipca 1980(dts)        | 14 czerwca 1995(dts)      | Partia Wolności Dominiki (DFP)                                                                    | [ 178 ]         |
| Gro Harlem Brundtland       |                           | Norwegia                                     | Premier                                               | 4 lutego 1981(dts)        | 14 października 1981(dts) | Norweska Partia Pracy                                                                             | [ 179 ]         |
| Gro Harlem Brundtland       | 9 maja 1986(dts)          | Norwegia                                     | Premier                                               | 16 października 1989(dts) |                           | Norweska Partia Pracy                                                                             | [ 179 ]         |
| Gro Harlem Brundtland       | 3 listopada 1990(dts)     | Norwegia                                     | Premier                                               | 25 października 1996(dts) |                           | Norweska Partia Pracy                                                                             | [ 179 ]         |
| Milka Planinc               |                           | Jugosławia                                   | Premier                                               | 16 maja 1982(dts)         | 15 maja 1985(dts)         | Związek Komunistów Jugosławii                                                                     | [ 180 ]         |
| Benazir Bhutto              |                           | Pakistan                                     | Premier                                               | 2 grudnia 1988(dts)       | 6 sierpnia 1990(dts)      | Pakistańska Partia Ludowa                                                                         | [ 181 ]         |
| Benazir Bhutto              | 18 lipca 1993(dts)        | Pakistan                                     | Premier                                               | 5 listopada 1996(dts)     |                           | Pakistańska Partia Ludowa                                                                         | [ 181 ]         |
| Kazimira Prunskienė         |                           | Litwa                                        | Premier                                               | 11 marca 1990(dts)        | 10 stycznia 1991(dts)     | Sąjūdis                                                                                           | [ 182 ]         |
| Chaleda Zia                 |                           | Bangladesz                                   | Premier                                               | 20 marca 1991(dts)        | 30 marca 1996(dts)        | Nacjonalistyczna Partia Bangladeszu                                                               | [ 183 ]         |
| Chaleda Zia                 | 10 października 2001(dts) | Bangladesz                                   | Premier                                               | 29 października 2006(dts) |                           | Nacjonalistyczna Partia Bangladeszu                                                               | [ 183 ]         |
| Édith Cresson               |                           | Francja                                      | Premier                                               | 15 maja 1991(dts)         | 2 kwietnia 1992(dts)      | Partia Socjalistyczna                                                                             | [ 184 ]         |
| Hanna Suchocka              |                           | Polska                                       | Premier                                               | 11 lipca 1992(dts)        | 26 października 1993(dts) | Unia Demokratyczna                                                                                | [ 185 ]         |
| Kim Campbell                |                           | Kanada                                       | Premier                                               | 25 czerwca 1993(dts)      | 4 listopada 1993(dts)     | Postępowo-Konserwatywna Partia Kanady                                                             | [ 186 ]         |
| Tansu Çiller                |                           | Turcja                                       | Premier                                               | 25 czerwca 1993(dts)      | 6 marca 1996(dts)         | Partia Słusznej Drogi (DYP)                                                                       | [ 187 ]         |
| Sylvie Kinigi               |                           | Burundi                                      | Premier                                               | 10 lipca 1993(dts)        | 7 lutego 1994(dts)        | Partia Jedności na rzecz Postępu Narodowego (UPRONA)                                              | [ 188 ] [ 189 ] |
| Agathe Uwilingiyimana       | [ 72 ]                    | Rwanda                                       | Premier                                               | 18 lipca 1993(dts)        | 7 kwietnia 1994(dts)      | Republikański Ruch Demokratyczny (MDR)                                                            | [ 190 ]         |
| Chandrika Kumaratunga       |                           | Sri Lanka                                    | Premier                                               | 19 sierpnia 1994(dts)     | 14 listopada 1994(dts)    | Partia Wolności Sri Lanki (SLFP)                                                                  | [ 191 ] [ 75 ]  |
| Reneta Indżowa              |                           | Bułgaria                                     | Premier                                               | 17 października 1994(dts) | 24 stycznia 1995(dts)     | Związek Sił Demokratycznych                                                                       | [ 192 ]         |
| Claudette Werleigh          |                           | Haiti                                        | Premier                                               | 7 listopada 1995(dts)     | 27 lutego 1996(dts)       | niezależna                                                                                        | [ 193 ]         |
| Sheikh Hasina Wajed         |                           | Bangladesz                                   | Premier                                               | 23 czerwca 1996(dts)      | 15 lipca 2001(dts)        | Liga Awami                                                                                        | [ 194 ] [ 195 ] |
| Sheikh Hasina Wajed         | 6 stycznia 2009(dts)      | Bangladesz                                   | Premier                                               | 5 sierpnia 2024(dts)      |                           | Liga Awami                                                                                        | [ 194 ] [ 195 ] |
| Janet Jagan                 |                           | Gujana                                       | Premier                                               | 17 marca 1997(dts)        | 22 grudnia 1997(dts)      | People’s Progressive Party (PPP)                                                                  | [ 196 ]         |
| Jenny Shipley               |                           | Nowa Zelandia                                | Premier                                               | 8 grudnia 1997(dts)       | 5 grudnia 1999(dts)       | Nowozelandzka Partia Narodowa                                                                     | [ 197 ]         |
| Irena Degutienė             |                           | Litwa                                        | P.o. premiera                                         | 3 maja 1999(dts)          | 1 czerwca 1999(dts)       | Związek Ojczyzny                                                                                  | [ 198 ]         |
| Irena Degutienė             | 27 października 1999(dts) | Litwa                                        | P.o. premiera                                         | 3 listopada 1999(dts)     |                           | Związek Ojczyzny                                                                                  | [ 198 ]         |
| Njam-Osoryn Tujaa           | [ 199 ]                   | Mongolia                                     | P.o. premiera                                         | 22 lipca 1999(dts)        | 30 lipca 1999(dts)        | Partia Demokratyczna                                                                              | [ 17 ]          |
| Helen Clark                 |                           | Nowa Zelandia                                | Premier                                               | 5 grudnia 1999(dts)       | 19 listopada 2008(dts)    | Partia Pracy                                                                                      | [ 200 ]         |
| Mame Madior Boye            | [ 201 ]                   | Senegal                                      | Premier                                               | 3 marca 2001(dts)         | 4 listopada 2002(dts)     | niezależna                                                                                        | [ 202 ]         |
| Chang Sang                  |                           | Korea Południowa                             | P.o. premiera                                         | 11 lipca 2002(dts)        | 31 lipca 2002(dts)        | Milenijna Partia Demokratyczna                                                                    | [ 203 ]         |
| Maria das Neves             |                           | Wyspy Świętego Tomasza i Książęca            | Premier                                               | 3 października 2002(dts)  | 18 września 2004(dts)     | Ruch na rzecz Wyzwolenia Wysp Świętego Tomasza i Książęcej-Partia Socjaldemokratyczna (MLSTP-PSD) | [ 204 ] [ 205 ] |
| Anneli Jäätteenmäki         |                           | Finlandia                                    | Premier                                               | 17 kwietnia 2003(dts)     | 24 czerwca 2003(dts)      | Partia Centrum                                                                                    | [ 206 ]         |
| Beatriz Merino Lucero       |                           | Peru                                         | Premier                                               | 23 czerwca 2003(dts)      | 12 grudnia 2003(dts)      | niezależna                                                                                        | [ 204 ]         |
| Luisa Diogo                 |                           | Mozambik                                     | Premier                                               | 17 lutego 2004(dts)       | 16 stycznia 2010(dts)     | FRELIMO                                                                                           | [ 207 ] [ 208 ] |
| Radmiła Szekerinska         |                           | Macedonia                                    | P.o. premiera                                         | 12 maja 2004(dts)         | 2 czerwca 2004(dts)       | Socjaldemokratyczna Unia Macedonii                                                                | [ 175 ]         |
| Radmiła Szekerinska         | 18 listopada 2004(dts)    | Macedonia                                    | P.o. premiera                                         | 17 grudnia 2004(dts)      |                           | Socjaldemokratyczna Unia Macedonii                                                                | [ 175 ]         |
| Julia Tymoszenko            |                           | Ukraina                                      | Premier                                               | 24 stycznia 2005(dts)     | 8 września 2005(dts)      | Blok Julii Tymoszenko                                                                             | [ 209 ]         |
| Julia Tymoszenko            | 18 grudnia 2007(dts)      | Ukraina                                      | Premier                                               | 11 marca 2010(dts)        |                           | Blok Julii Tymoszenko                                                                             | [ 209 ]         |
| Maria do Carmo Silveira     |                           | Wyspy Świętego Tomasza i Książęca            | Premier                                               | 8 czerwca 2005(dts)       | 21 kwietnia 2006(dts)     | Ruch na rzecz Wyzwolenia Wysp Świętego Tomasza i Książęcej-Partia Socjaldemokratyczna (MLSTP-PSD) | [ 188 ] [ 205 ] |
| Angela Merkel               |                           | Niemcy                                       | Kanclerz                                              | 22 listopada 2005(dts)    | 8 grudnia 2021(dts)       | Unia Chrześcijańsko-Demokratyczna                                                                 | [ 210 ]         |
| Portia Simpson-Miller       |                           | Jamajka                                      | Premier                                               | 20 marca 2006(dts)        | 11 września 2007(dts)     | Ludowa Partia Narodowa                                                                            | [ 211 ]         |
| Portia Simpson-Miller       | 5 stycznia 2012(dts)      | Jamajka                                      | Premier                                               | 3 marca 2016(dts)         |                           | Ludowa Partia Narodowa                                                                            | [ 211 ]         |
| Han Myung-sook              |                           | Korea Południowa                             | Premier                                               | 20 kwietnia 2006(dts)     | 7 marca 2007(dts)         | Zjednoczona Nowa Partia Demokratyczna                                                             | [ 212 ]         |
| Zinaida Greceanîi           |                           | Mołdawia                                     | Premier                                               | 31 marca 2008(dts)        | 14 września 2009(dts)     | Partia Komunistów Republiki Mołdawii                                                              | [ 213 ]         |
| Michèle Pierre-Louis        |                           | Haiti                                        | Premier                                               | 31 lipca 2008(dts)        | 11 listopada 2009(dts)    | niezależna                                                                                        | [ 214 ] [ 215 ] |
| Antonella Mularoni          |                           | San Marino                                   | sekretarz stanu ds. politycznych i zagranicznych      | 4 grudnia 2008(dts)       | 5 grudnia 2012(dts)       | Sojusz Powszechny                                                                                 |                 |
| Jóhanna Sigurðardóttir      |                           | Islandia                                     | Premier                                               | 1 lutego 2009(dts)        | 23 maja 2013(dts)         | Sojusz                                                                                            | [ 216 ]         |
| Jadranka Kosor              |                           | Chorwacja                                    | Premier                                               | 6 lipca 2009(dts)         | 23 grudnia 2011(dts)      | Chorwacka Wspólnota Demokratyczna                                                                 | [ 217 ]         |
| Cécile Manorohanta          |                           | Madagaskar                                   | Premier                                               | 18 grudnia 2009(dts)      | 20 grudnia 2009(dts)      | niezależna                                                                                        | [ 218 ] [ 219 ] |
| Roza Otunbajewa             |                           | Kirgistan                                    | Premier                                               | 7 kwietnia 2010(dts)      | 17 grudnia 2010(dts)      | Socjaldemokratyczna Partia Kirgistanu                                                             | [ 117 ]         |
| Kamla Persad-Bissessar      |                           | Trynidad i Tobago                            | Premier                                               | 26 maja 2010(dts)         | 9 września 2015(dts)      | Zjednoczony Kongres Narodowy (UNC)                                                                | [ 220 ] [ 221 ] |
| Kamla Persad-Bissessar      | 1 maja 2025(dts)          | Trynidad i Tobago                            | Premier                                               | nadal                     |                           | Zjednoczony Kongres Narodowy (UNC)                                                                | [ 220 ] [ 221 ] |
| Mari Kiviniemi              |                           | Finlandia                                    | Premier                                               | 22 czerwca 2010(dts)      | 22 czerwca 2011(dts)      | Partia Centrum                                                                                    | [ 222 ]         |
| Julia Gillard               |                           | Australia                                    | Premier                                               | 24 czerwca 2010(dts)      | 27 czerwca 2013(dts)      | Australijska Partia Pracy                                                                         | [ 223 ]         |
| Iveta Radičová              |                           | Słowacja                                     | Premier                                               | 8 lipca 2010(dts)         | 4 kwietnia 2012(dts)      | Słowacka Unia Chrześcijańska i Demokratyczna – Partia Demokratyczna                               | [ 224 ]         |
| Rosario Fernández           |                           | Peru                                         | Premier                                               | 19 marca 2011(dts)        | 28 lipca 2011(dts)        | niezależna                                                                                        | [ 225 ]         |
| Cissé Mariam Kaïdama Sidibé |                           | Mali                                         | Premier                                               | 3 kwietnia 2011(dts)      | 22 marca 2012(dts)        | niezależna                                                                                        | [ 226 ]         |
| Yingluck Shinawatra         |                           | Tajlandia                                    | Premier                                               | 8 sierpnia 2011(dts)      | 7 maja 2014(dts)          | Pheu Thai                                                                                         | [ 227 ]         |
| Helle Thorning-Schmidt      |                           | Dania                                        | Premier                                               | 3 października 2011(dts)  | 28 czerwca 2015(dts)      | Socialdemokraterne                                                                                | [ 228 ]         |
| Adiato Djaló Nandigna       | [ 229 ]                   | Gwinea Bissau                                | P.o. premera                                          | 10 lutego 2012(dts)       | 12 kwietnia 2012(dts)     | Afrykańska Partia Niepodległości Gwinei i Wysp Zielonego Przylądka                                | [ 230 ]         |
| Alenka Bratušek             |                           | Słowenia                                     | Premier                                               | 20 marca 2013(dts)        | 18 września 2014(dts)     | Pozytywna Słowenia                                                                                |                 |
| Sibel Siber                 |                           | Cypr Północny                                | Premier                                               | 13 czerwca 2013(dts)      | 2 września 2013(dts)      | Turecka Partia Republikańska (CTP)                                                                | [ 231 ]         |
| Tatjana Turanska            |                           | Naddniestrze                                 | Premier                                               | 10 lipca 2013(dts)        | 13 października 2015(dts) | niezależna                                                                                        |                 |
| Tatjana Turanska            | 30 listopada 2015(dts)    | Naddniestrze                                 | Premier                                               | 2 grudnia 2015(dts)       |                           | niezależna                                                                                        |                 |
| Aminata Touré               |                           | Senegal                                      | Premier                                               | 1 września 2013(dts)      | 6 lipca 2014(dts)         | Sojusz na rzecz Republiki                                                                         | [ 232 ]         |
| Erna Solberg                |                           | Norwegia                                     | Premier                                               | 16 października 2013(dts) | 14 października 2021(dts) | Høyre (Norweska Partia Konserwatywna)                                                             |                 |
| Laimdota Straujuma          |                           | Łotwa                                        | Premier                                               | 22 stycznia 2014(dts)     | 11 lutego 2016(dts)       | Jedność                                                                                           |                 |
| Ana Jara                    |                           | Peru                                         | Premier                                               | 22 lipca 2014(dts)        | 2 kwietnia 2015(dts)      | Peruwiańska Partia Nacjonalistyczna                                                               | [ 233 ]         |
| Ewa Kopacz                  |                           | Polska                                       | Premier                                               | 22 września 2014(dts)     | 16 listopada 2015(dts)    | Platforma Obywatelska                                                                             | [ 234 ]         |
| Florence Duperval Guillaume |                           | Haiti                                        | Premier, tymczasowo                                   | 20 grudnia 2014(dts)      | 16 stycznia 2015(dts)     | niezależna                                                                                        |                 |
| Saara Kuugongelwa           |                           | Namibia                                      | Premier                                               | 21 marca 2015(dts)        | 20 marca 2025(dts)        | SWAPO                                                                                             | [ 235 ]         |
| Natalia Gherman             |                           | Mołdawia                                     | Premier (p.o.)                                        | 22 czerwca 2015(dts)      | 30 lipca 2015(dts)        | Partia Liberalno-Demokratyczna                                                                    | [ 236 ] [ 237 ] |
| Wasiliki Tanu               |                           | Grecja                                       | Premier                                               | 27 sierpnia 2015(dts)     | 21 września 2015(dts)     | niezależna                                                                                        | [ 238 ]         |
| Majia Parnas                |                           | Naddniestrze                                 | Premier (p.o.)                                        | 13 października 2015(dts) | 30 listopada 2015(dts)    | niezależna                                                                                        |                 |
| Majia Parnas                | 2 grudnia 2015(dts)       | Naddniestrze                                 | Premier (p.o.)                                        | 23 grudnia 2015(dts)      |                           | niezależna                                                                                        |                 |
| Beata Szydło                |                           | Polska                                       | Premier                                               | 16 listopada 2015(dts)    | 11 grudnia 2017(dts)      | Prawo i Sprawiedliwość                                                                            |                 |
| Theresa May                 |                           | Wielka Brytania                              | Premier                                               | 13 lipca 2016(dts)        | 24 lipca 2019(dts)        | Partia Konserwatywna                                                                              |                 |
| Ana Brnabić                 |                           | Serbia                                       | Premier                                               | 29 czerwca 2017(dts)      | 20 marca 2024(dts)        | bezpartyjna                                                                                       |                 |
| Mercedes Aráoz              |                           | Peru                                         | Premier                                               | 17 września 2017(dts)     | 2 kwietnia 2018(dts)      | bezpartyjna                                                                                       | [ 239 ]         |
| Jacinda Ardern              |                           | Nowa Zelandia                                | Premier                                               | 26 października 2017(dts) | 25 stycznia 2023(dts)     | Partia Pracy                                                                                      | [ 240 ]         |
| Katrín Jakobsdóttir         |                           | Islandia                                     | Premier                                               | 30 listopada 2017(dts)    | 9 kwietnia 2024(dts)      | Ruch Zieloni-Lewica                                                                               | [ 241 ]         |
| Viorica Dăncilă             |                           | Rumunia                                      | Premier                                               | 29 stycznia 2018(dts)     | 4 listopada 2019(dts)     | Partia Socjaldemokratyczna                                                                        | [ 242 ]         |
| Mia Mottley                 |                           | Barbados                                     | Premier                                               | 25 maja 2018(dts)         | nadal                     | Partia Pracy Barbadosu                                                                            |                 |
| Brigitte Bierlein           |                           | Austria                                      | Kanclerz (gabinet techniczny do czasu nowych wyborów) | 3 czerwca 2019(dts)       | 7 stycznia 2020(dts)      | bezpartyjna                                                                                       |                 |
| Mette Frederiksen           |                           | Dania                                        | Premier                                               | 27 czerwca 2019(dts)      | nadal                     | Socjaldemokracja Danii                                                                            | [ 243 ]         |
| Sophie Wilmès               |                           | Belgia                                       | Premier                                               | 27 października 2019(dts) | 1 października 2020(dts)  | Ruch Reformatorski                                                                                |                 |
| Sanna Marin                 |                           | Finlandia                                    | Premier                                               | 10 grudnia 2019(dts)      | 20 czerwca 2023(dts)      | Socjaldemokratyczna Partia Finlandii                                                              | [ 244 ]         |
| Rose Christiane Raponda     |                           | Gabon                                        | Premier                                               | 16 lipca 2020(dts)        | 9 stycznia 2023(dts)      | Gabońska Partia Demokratyczna                                                                     | [ 245 ]         |
| Victoire Tomegah Dogbé      |                           | Togo                                         | Premier                                               | 28 września 2020(dts)     | 3 maja 2025(dts)          | Unia na rzecz Republiki                                                                           | [ 246 ] [ 247 ] |
| Violeta Bermúdez            |                           | Peru                                         | Premier                                               | 18 listopada 2020(dts)    | 28 lipca 2021(dts)        | niezależna                                                                                        |                 |
| Ingrida Šimonytė            |                           | Litwa                                        | Premier                                               | 11 grudnia 2020(dts)      | 12 grudnia 2024(dts)      | Związek Ojczyzny – Litewscy Chrześcijańscy Demokraci                                              | [ 248 ]         |
| Kaja Kallas                 |                           | Estonia                                      | Premier                                               | 26 stycznia 2021(dts)     | 23 lipca 2024(dts)        | Estońska Partia Reform                                                                            | [ 249 ]         |
| Naomi Mataʻafa              |                           | Samoa                                        | Premier                                               | 24 maja 2021(dts)         | nadal                     | Wiara w Jedynego Boga Samoa                                                                       | [ 250 ]         |
| Robinah Nabbanja            |                           | Uganda                                       | Premier                                               | 14 czerwca 2021(dts)      | nadal                     | Narodowy Ruch Oporu                                                                               | [ 251 ]         |
| Natalia Gavrilița           |                           | Mołdawia                                     | Premier                                               | 6 sierpnia 2021(dts)      | 16 lutego 2023(dts)       | Partia Akcji i Solidarności                                                                       | [ 252 ]         |
| Mirtha Vásquez              |                           | Peru                                         | Premier                                               | 6 października 2021(dts)  | 1 lutego 2022(dts)        | Szeroki Front                                                                                     | [ 253 ]         |
| Najla Bouden                |                           | Tunezja                                      | Premier                                               | 11 października 2021(dts) | 2 sierpnia 2023(dts)      | bezpartyjna                                                                                       | [ 254 ]         |
| Magdalena Andersson         |                           | Szwecja                                      | Premier                                               | 30 listopada 2021(dts)    | 18 października 2022(dts) | Szwedzka Socjaldemokratyczna Partia Robotnicza                                                    | [ 255 ]         |
| Élisabeth Borne             |                           | Francja                                      | Premier                                               | 16 maja 2022(dts)         | 9 stycznia 2024(dts)      | La République en marche                                                                           | [ 256 ]         |
| Liz Truss                   |                           | Wielka Brytania                              | Premier                                               | 6 września 2022(dts)      | 25 października 2022(dts) | Partia Konserwatywna                                                                              | [ 257 ]         |
| Giorgia Meloni              |                           | Włochy                                       | Premier                                               | 22 października 2022(dts) | nadal                     | Bracia Włosi                                                                                      | [ 258 ]         |
| Betssy Chávez               |                           | Peru                                         | Premier                                               | 26 listopada 2022(dts)    | 7 grudnia 2022(dts)       | Demokratyczne Peru                                                                                | [ 259 ]         |
| Borjana Krišto              |                           | Bośnia i Hercegowina                         | Premier                                               | 25 stycznia 2023(dts)     | nadal                     | Chorwacka Wspólnota Demokratyczna w Bośni i Hercegowinie                                          | [ 260 ]         |
| Manuela Roka Botey          |                           | Gwinea Równikowa                             | Premier                                               | 1 lutego 2023(dts)        | 17 sierpnia 2024(dts)     | Partia Demokratyczna Gwinei Równikowej                                                            | [ 261 ] [ 262 ] |
| Evika Siliņa                |                           | Łotwa                                        | Premier                                               | 15 września 2023(dts)     | nadal                     | Nowa Jedność                                                                                      | [ 263 ]         |
| Judith Tuluka               |                           | Demokratyczna Republika Konga                | Premier (p.o.)                                        | 1 kwietnia 2024(dts)      | 12 czerwca 2024(dts)      | Unia na rzecz Demokracji i Postępu Społecznego                                                    | [ 264 ] [ 265 ] |
| Judith Tuluka               | Premier                   | Demokratyczna Republika Konga                | 12 czerwca 2024(dts)                                  | nadal                     |                           | Unia na rzecz Demokracji i Postępu Społecznego                                                    | [ 264 ] [ 265 ] |
| Paetongtarn Shinawatra      |                           | Tajlandia                                    | Premier                                               | 18 sierpnia 2024(dts)     | nadal                     | Phuea Thai                                                                                        | [ 266 ]         |
| Harini Amarasuriya          |                           | Sri Lanka                                    | Premier                                               | 24 września 2024(dts)     | nadal                     | Ludowy Front Wyzwolenia                                                                           | [ 267 ]         |
| Kristrún Frostadóttir       |                           | Islandia                                     | Premier                                               | 21 grudnia 2024(dts)      | nadal                     | Sojusz                                                                                            | [ 268 ]         |
| Ilza Amado Vaz              |                           | Wyspy Świętego Tomasza i Książęca            | Premier                                               | 9 stycznia 2025(dts)      | 12 stycznia 2025(dts)     | Niezależna Akacja Demokratyczna                                                                   | [ 269 ] [ 270 ] |
| Isabelle Berro-Amadeï       |                           | Monako                                       | Minister stanu (p.o.)                                 | 10 stycznia 2025(dts)     | 21 lipca 2025(dts)        | bezpartyjna                                                                                       | [ 271 ]         |
| Maria Benvinda Levy         | [ 272 ]                   | Mozambik                                     | Premier                                               | 17 stycznia 2025(dts)     | nadal                     | Front Wyzwolenia Mozambiku                                                                        | [ 273 ]         |
| Raffaella Petrini           | [ 274 ]                   | Watykan                                      | Przewodnicząca Gubernatoratu                          | 1 marca 2025(dts)         | nadal                     | bezpartyjna                                                                                       | [ 275 ]         |
| Sara Zaafarani              | [ 276 ]                   | Tunezja                                      | Premier                                               | 21 marca 2025(dts)        | nadal                     | bezpartyjna                                                                                       | [ 277 ]         |
| Brigitte Haas               |                           | Liechtenstein                                | Premier                                               | 10 kwietnia 2025(dts)     | nadal                     | Unia Patriotyczna                                                                                 | [ 278 ]         |
| Julija Swyrydenko           |                           | Ukraina                                      | Premier                                               | 17 lipca 2025(dts)        | nadal                     | bezpartyjna                                                                                       | [ 279 ]         |